# Vṛṣabha

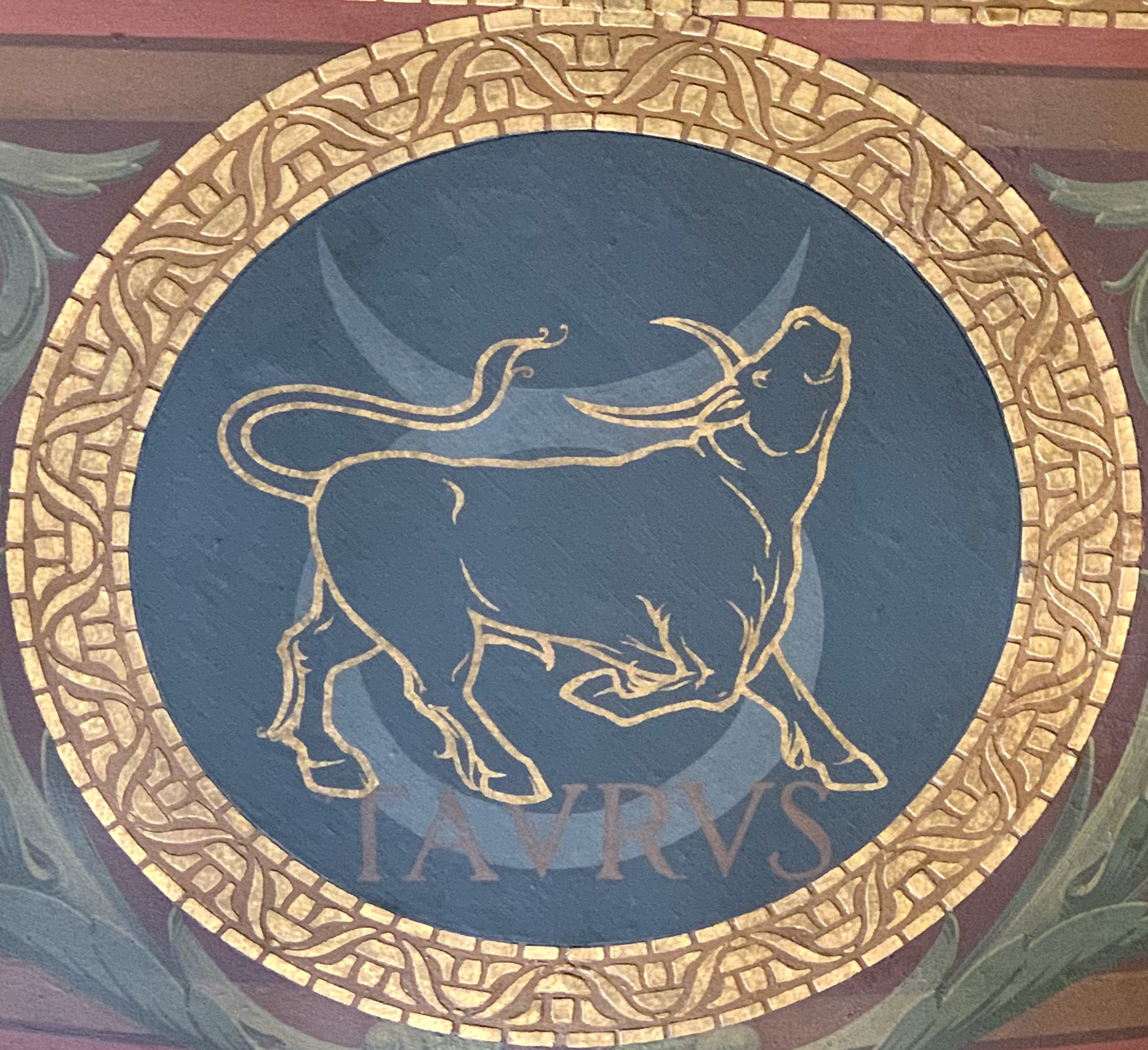
Signe astrologique du Taureau au Capitole de l'État du Wisconsin

Vṛṣabha, ou Vrishabha, est un mois du calendrier solaire indien,. Il correspond au signe zodiacal du Taureau et chevauche environ la deuxième quinzaine de mai et la première quinzaine de juin dans le calendrier grégorien. Le premier jour du mois s'appelle Vrishbha Sankranti et tombe généralement le 14 ou le 15 mai.
Dans les textes védiques, le mois de Vrsabha est appelé Madhava (IAST : Mādhava), mais dans ces textes anciens, il n'a aucune association zodiacale. Le mois solaire de Vrsabha chevauche le mois lunaire de Jyeshtha dans les calendriers luni-solaires hindous. Vrsabha est précédé du mois solaire de Mesha et suivi du mois solaire de Mithuna.
Le mois de Vrsabha est appelé Vaikasi dans le calendrier hindou tamoul. Les textes sanscrits de l'Inde de l'époque ancienne et médiévale varient dans leurs calculs sur la durée de Vrsabha, tout comme ils le font pour les autres mois. Par exemple, le Surya Siddhanta calcule la durée de Vrsabha à 31 jours, 10 heures, 5 minutes et 12 secondes. En revanche, l'Arya Siddhanta calcule la durée de Vrsabha à 31 jours, 9 heures, 37 minutes et 36 secondes.
Les noms des mois solaires indiens sont importants dans les études épigraphiques de l'Asie du Sud. Par exemple, le mois de Vrsabha, ainsi que d’autres mois solaires, sont inscrits dans les temples hindous de l’époque médiévale, parfois orthographiés comme le mois de Rishabha.
Vrsabha est également un signe astrologique dans les systèmes astrologiques indiens, correspondant au Taureau.
Vrsabha est également le douzième mois du calendrier darian pour la planète Mars, lorsque le Soleil traverse le secteur central de la constellation du Taureau vu de Mars.